# استیو بروکستین
استیو بروکستین (انگلیسی: Steve Brookstein، زاده ۱۰ نوامبر ۱۹۶۸) خواننده انگلیسی است.
او در سال ۲۰۰۴ و در فصل اول ایکس فاکتور بریتانیا اول شد.